# Ivo Brnčić
Ivo Brnčić (Sveta Trojica u Slovenskim Goricama ↓bilj1, 12./13. ožujka 1912. ↓bilj2 - Vlasenica, BiH, svibanj 1943.), slovenski književnik, pjesnik, esejist i književni kritičar hrvatskog podrijetla, jedno od najznačajnijih imena slovenske međuratne književnosti i slovenskog neorealizma.
Imao je hrvatsko državljanstvo te se izjašnjavao Hrvatom.

## Životopis
Otac mu je bio javni službenik i Hrvat po narodnosti, dok je majka došla iz poznate, politički lijevo usmjerene slovenske obitelji - njezin brat bio je Lojz Kraigher. I rođaci su mu bili komunistički političari Boris i Sergej Kraigher. Završetkom srednje škole u Ljubljani, tamo se upisuje na sveučilište. Ipak, ubrzo se prebacuje na Zagrebačko sveučilište, gdje studira slavistiku. Zbog svojih otvorenih marksističkih stajališta u početku nije mogao pronaći posao. Kasnije je živio od pisanja i prevođenja.
Godine 1940. dobiva posao u osnovnoj školi u Drnišu. Izbijanjem Drugog svjetskog rata, dobiva vojni poziv iz Hrvatskog domobranstva, u koje je bio mobiliziran. Dvije godine kasnije, pokušao je pobjeći i pribjeći jugoslavenskim partizanima. Uhvaćen je i pritvoren u Zenici. Nakon što je potvrđen dezerterom ponovno je mobiliziran u vojsku NDH. U svibnju 1943. uspio je pobjeći, ali prije nego što se pridružio partizanima, zarobili su ga četnici i ubili kod Vlasenice u istočnoj Bosni.

## Djelo
Bio je suradnikom časopisa Ljubljansko zvono, Sodobnik i Književnost. Poznati su njegovi eseji i kritike o suvremenim slovenskim, hrvatskim i srpskim piscima (Krleža, Cesarec, Cankar, Dučić i dr.), čiji je izbor objavljen posmrtno u knjizi Generacija ispred zatvorenih vrata (1954.). Pisao je poeziju, prozu (izbor Balade, 1956.) i drame (Između četiri zida, 1955.).
U poeziji se ističu utjecaji Prešernovog domoljubnog pjesništva, ekspresionistički izraz i kršćanska simbolika.

## Spomen
Po Brnčiću su imenovane ulice u Ljubljani, Mariboru i rodnom mjestu.